# Añón de Moncayo
Añón de Moncayo (Até 1991, chamava-se Añón) é um município da Espanha na província de Saragoça, comunidade autónoma de Aragão. Tem 64,33 km² de área e em 2021 tinha 205 habitantes (densidade: 3,2 hab./km²).

## Demografia
| Variação demográfica do município entre 1991 e 2004 | Variação demográfica do município entre 1991 e 2004 | Variação demográfica do município entre 1991 e 2004 | Variação demográfica do município entre 1991 e 2004 |
| --------------------------------------------------- | --------------------------------------------------- | --------------------------------------------------- | --------------------------------------------------- |
| 1991                                                | 1996                                                | 2001                                                | 2004                                                |
| 345                                                 | 317                                                 | 288                                                 | 263                                                 |